# Joe Tryon-Shoyinka
Joe Tryon-Shoyinka (Seattle, 15 dicembre 1998) è un giocatore di football americano statunitense che milita nel ruolo di outside linebacker per i Tampa Bay Buccaneers della National Football League (NFL).

## Carriera universitaria
Tryon-Shoyinka passò il suo primo anno a Washington nel 2017 come redshirt, poteva cioè allenarsi con la squadra ma non scendere in campo. L'anno seguente disputò 12 partite con 20 tackle e un sack. Nel 2019 totalizzò 41 tackle (12,5 con perdita di yard) e 8 sack, venendo inserito nella seconda formazione ideale della Pac-12 Conference. Nel 2020, con la pandemia di COVID-19, decise di non disputare la stagione e prepararsi per il draft.

## Carriera professionistica
Tryon-Shoyinka fu scelto come 32º assoluto nel Draft NFL 2021 dai Tampa Bay Buccaneers. Debuttò come professionista nel primo turno contro i Dallas Cowboys mettendo a segno 2 tackle. La sua stagione da rookie si chiuse con 26 placcaggi e 4 sack in 17 presenze, 6 delle quali come titolare.
Nel secondo turno della stagione 2023, Tryon-Shoyinka guidò la squadra con 2 sack su Justin Fields nella vittoria sui Chicago Bears.